# Arctic Cat
Arctic Cat – północnoamerykański producent skuterów śnieżnych i quadów. Siedziba firmy mieści się w Thief River Falls w stanie Minnesota.

## Historia
Początki firmy sięgają 1954 r., kiedy David Johnson, Edgar Hetteen oraz Allan Hetteen zostali wspólnikami firmy Hetteen&Derrick Shop w Roseau w stanie Minnesota. Firma zaczęła produkcję pojazdów śnieżnych i z czasem zaczęła być rozpoznawana jako Polaris Industries. Wkrótce Edgar Hetten zrezygnował ze współpracy z Johnsonem i założył w 1960 r. swoją własną firmę, którą nazwał Polar Manufacturing. W późniejszych latach nazwa uległa zmianie na Arctic Enterprises. Pierwszy skuter Arctic Cat został wyprodukowany w 1960 r. Firma szybko rozwijała się, zakupując fabryki produkujące łodzie np. Silver Line. Jednak w 1980 r. Arctic Enterprises dotknął kryzys spowodowany serią łagodnie przebiegających zim bez śniegu, co przełożyło się na nadprodukcję. W rezultacie rok później firma ogłosiła bankructwo, a cała produkcja została zawieszona w 1982 r.
W 1984 r. została powołana nowa firma pod nazwą Arcto, która w założeniu kontynuowała produkcję linii skuterów swojego poprzednika. W 1996 r. firma oficjalnie zmieniła nazwę na Arctic Cat.

## Produkty

### Skutery śnieżne
Modele na rok 2010
- Z silnikiem dwusuwowym
  - M1000 SNO PRO
  - M8 SNO PRO
  - M8
  - M8 HCR Hillclimb Racer – przeznaczony do jazdy w ciężkim terenie górskim. Napędzany jest silnikiem dwusuwowym o pojemności 800 cc. Posiada kierownicę o dwunastostopniowej regulacji, gąsienice (track) o długości 153 cali z łopatami o wysokości 2,25 cala. Płozy skutera pozwalają regulować się w zakresie od 42 do 44 cali Został wybrany najlepszym skuterem górskim 2010 roku przez magazyn "American Snowmobiler"[1].
  - M6

Modele na rok 2009
- Z silnikiem dwusuwowym
  - F1000, F8, F6, F5, F570, CrossfireR
- Hybrydowe
  - Crossfire, 1000, 600, 800
- Górskie
  - M1000, M8, M6
- Z silnikiem czterosuwowym
  - Z1 Turbo, Z1

## Quady
Firma Arctic Cat produkuje również dużą liczbę modeli quadów sportowych i użytkowych inaczej zwanych wszędołazami, których pojemność silnika wynosi od 90 cc do 1000 cc.